# De Marinecomponent van Defensie
De Marinecomponent van Defensie (fr. Composante marine de la Défense) – część Sił Zbrojnych Belgii stanowiąca marynarkę wojenną. Wywodzi swoją historię z Marynarki Królewskiej powstałej w 1831 roku.
Przez większą część historii Belgia przywiązywała niewielką wagę do marynarki wojennej i posiadała tylko nieliczne okręty bojowe, a w niektórych okresach nie posiadała ich w ogóle. Marynarka nie brała praktycznie udziału w obu wojnach światowych. Dopiero po II wojnie światowej, jako członek NATO, Belgia rozwijała marynarkę wojenną w większym stopniu, ale skupioną na siłach przeciwminowych. Od lat 70. XX wieku posiada w swoim składzie także mało liczne fregaty rakietowe.
Nazwa De Marinecomponent van Defensie, Komponent Morski Zintegrowanych Sił Obrony obowiązuje od reformy w siłach zbrojnych w Belgii, zmieniających marynarkę wojenną i siły powietrzne w odpowiadające im komponenty Sił Obrony.

## Historia

### Początki – XIX wiek do I wojny światowej
Marynarka wojenna Belgii została powołana jako Królewska Marynarka (fr. Marine Royale) po uzyskaniu niepodległości przez Belgię, 15 stycznia 1831 roku. Belgia przywiązywała do niej jednak niewielką wagę i w całej drugiej połowie XIX wieku jedynymi większymi okrętami były żaglowe: 12-działowy bryg „Duc de Brabant” i 12-działowy szkuner „Louise Marie”. Marynarka obsadzała także kilkanaście rządowych parowców pocztowych (19 w 1900 roku) oraz statek szkolny i ochrony rybołówstwa „Ville d′Anvers”, zbudowany w 1865 roku. Utrzymywano poza tym nieliczne rzeczne kanonierki kolonialne i patrolowce w Afryce na rzece Kongo, jeziorach Tanganika i Kiwu i jedną kanonierkę na Nilu. Taki stan utrzymywał się do I wojny światowej, podczas której Belgia również nie posiadała w składzie marynarki okrętów wojennych.

### Okres międzywojenny i II wojna światowa

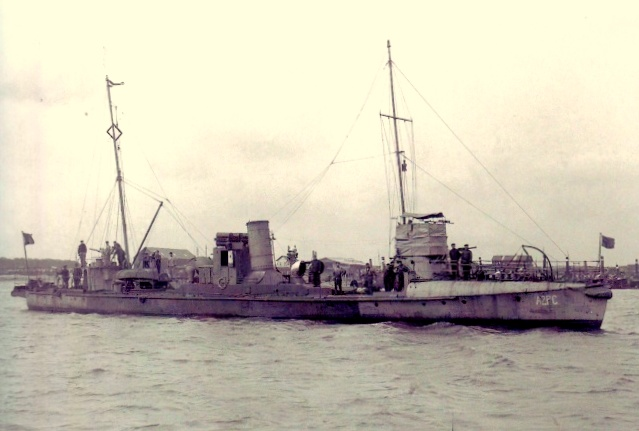
Torpedowiec A2PC w służbie belgijskiej

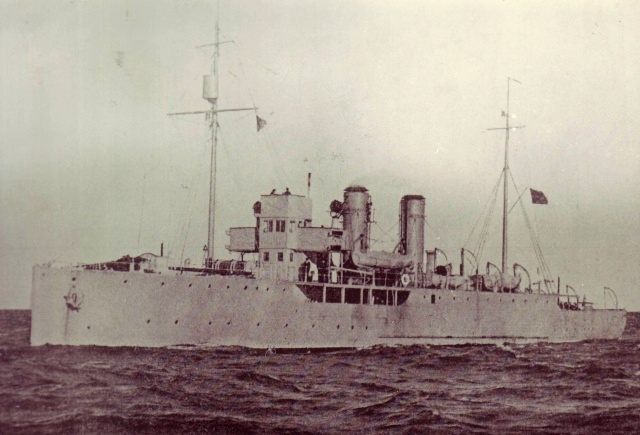
Slup „Zinnia” – największy okręt przed II wojną światową

Dopiero po I wojnie światowej powołano w 1919 roku komitet do spraw marynarki wojennej, a Belgia przejęła porzucone w jej portach 14 niemieckich torpedowców przybrzeżnych (dziewięć typu A 1 i pięć typu A 26), które wcielono do służby pod oznaczeniami: A1PC – A9PC i A21PC – A25PC. W 1920 roku kupiła ponadto z brytyjskiego demobilu slup wojenny „Zinnia” typu Flower, będący największym okrętem odrodzonej marynarki. Przejęto także 23 niemieckie kutry trałowe. Mimo to, w marcu 1927 roku marynarka wojenna Belgii została rozwiązana. Zachowano jedynie slup „Zinnia” jako cywilny statek ochrony rybołówstwa, oraz dwa byłe torpedowce (pod nazwami: „West Diep” i „Wielingen”).
Pod koniec 1939 roku, w obliczu wojny w Europie, w Belgii powołano ponownie marynarkę wojenną, jako Korpus Morski (Corp de Marine). W listopadzie tego roku rozpoczęto budowę nowego, stosunkowo silnie uzbrojonego statku ochrony rybołówstwa – jachtu królewskiego – stawiacza min „Artevelde”, lecz nie został ukończony przed niemieckim atakiem. W 1940 roku zmobilizowano cztery duże okręty patrolowe P-13 – P-16 (byłe statki służby nawigacyjnej) i sześć trawlerów rybackich (A-1 – A-6), a także prywatne jachty do celów pomocniczych. Podczas II wojny światowej Belgia została szybko zajęta przez Niemcy w maju 1940 roku, a 26 czerwca Morski Korpus został rozformowany. Tylko jeden trawler zatonął na minie; kilka okrętów zdobyli Niemcy (w tym „Zinnię” i budowany „Artevelde”), kilka mniejszych jednostek internowano w Hiszpanii, a patrolowiec P-16 ewakuował się do Wielkiej Brytanii.
Po ewakuacji władz belgijskich do Wielkiej Brytanii i utworzeniu tam nielicznych belgijskich sił zbrojnych, w składzie marynarki brytyjskiej Royal Navy została powołana we wrześniu 1940 roku sekcja belgijska (Section Belge lub Section Navale). Belgijskie załogi obsadziły w 1942 roku dwie korwety „Godetia” i „Buttercup” i cztery pomocnicze patrolowce, zwrócone w 1944 roku. W 1943 roku natomiast Belgowie przejęli dziewięć trałowców typu MMS, które utworzyły 118. flotyllę trałowców.

### Po II wojnie światowej

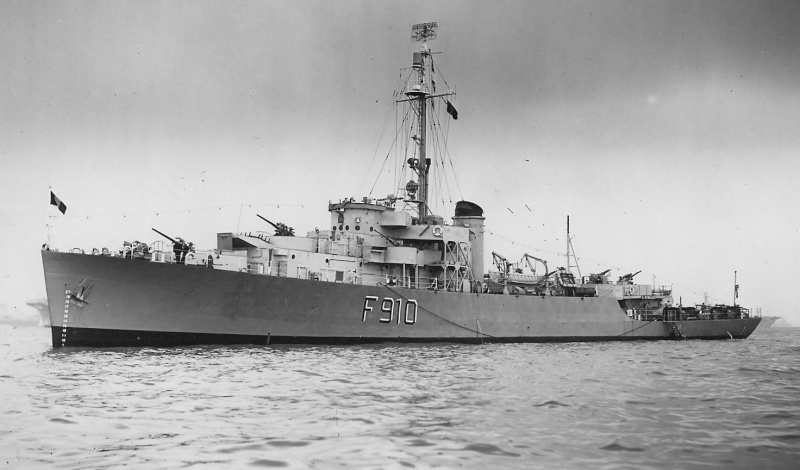
Fregata „Lieutenant ter Zee Victor Billet”

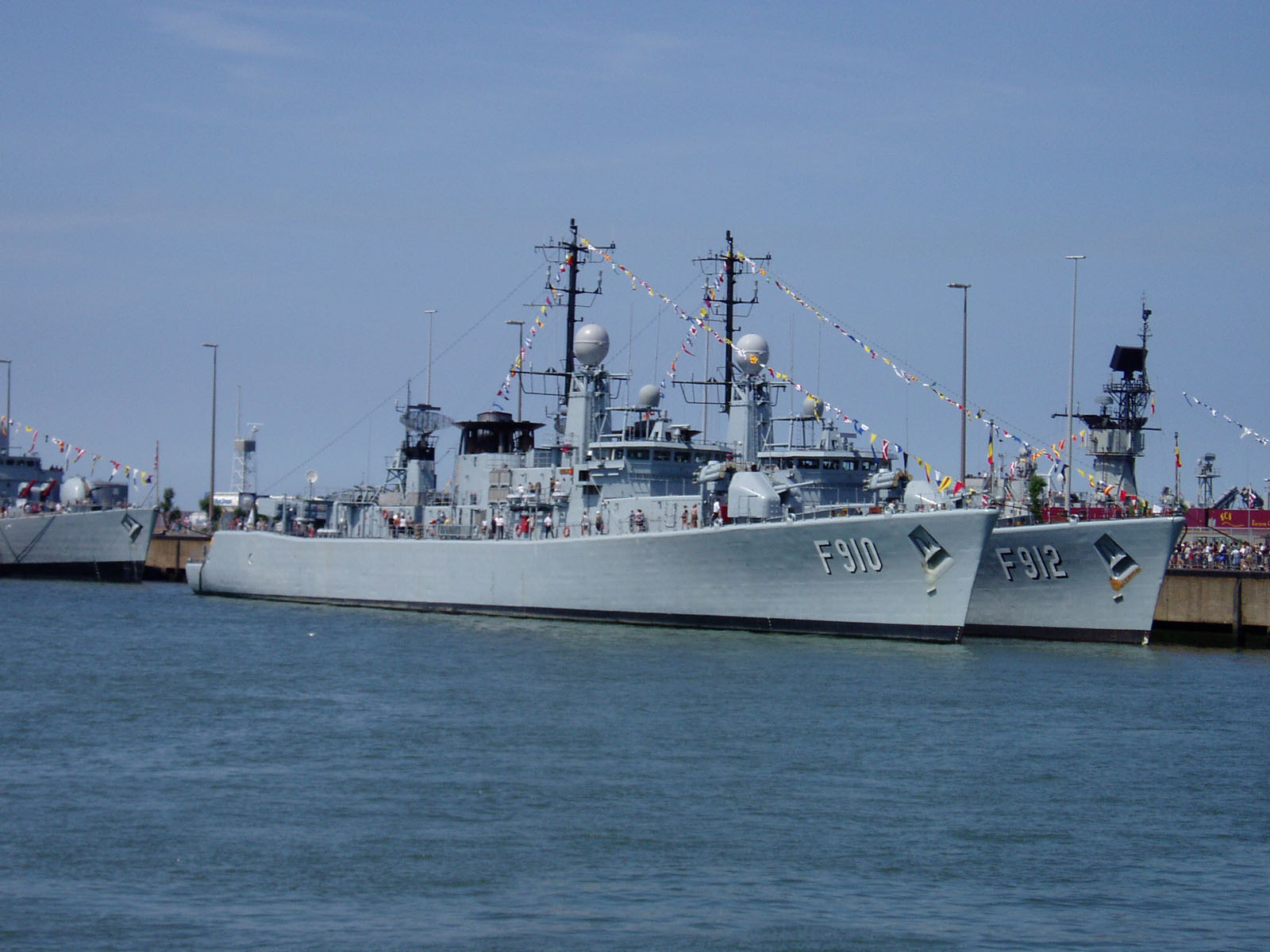
dwie fregaty typu Wielingen w 2003

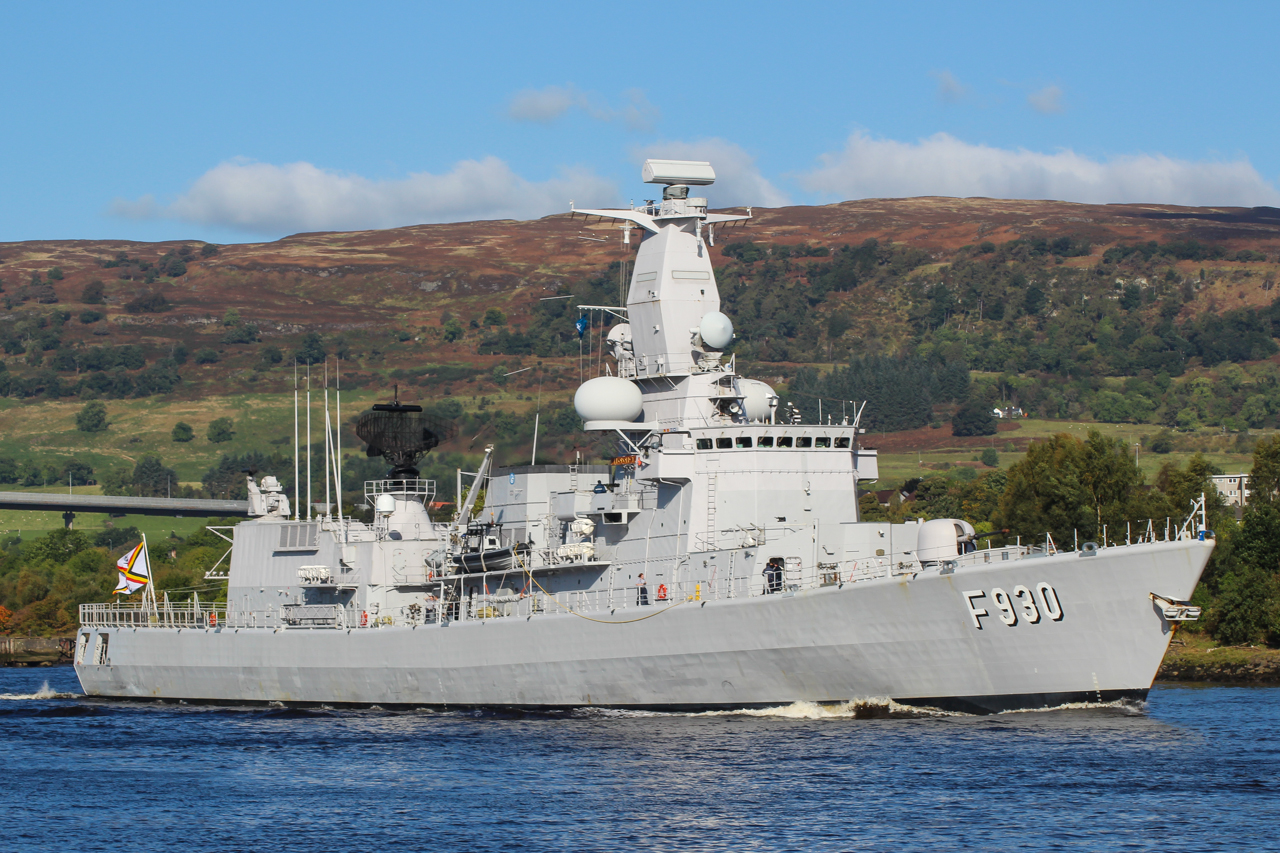
Fregata „Leopold I” typu Karel Doorman w 2016

1 lutego 1946 roku Section Navale została przekształcona w nową marynarkę wojenną Belgii. W tym roku Wielka Brytania przekazała Belgii siedem trałowców typu MMS. Z rąk niemieckich odzyskano dwa okręty: „Jan Breydel” (dawna „Zinnia”) i „Artevelde”, ale były one w złym stanie i drugi z nich służył tylko jako stacjonarny hulk szkolny. W marcu 1947 roku natomiast otrzymano amerykańską fregatę patrolową „Lieutenant ter Zee Victor Billet” typu Tacoma. Wszystkie te okręty służyły tylko do połowy lat 50.
W kolejnych latach Belgia rozwijała przede wszystkim siły przeciwminowe. Między 1949 a 1953 z Wielkiej Brytanii nabyto sześć trałowców oceanicznych budowy wojennej typu Algerine, które dały belgijskiej marynarce pierwsze zdolności operacyjne w ramach sojuszu NATO. Po zastąpieniu przez nowsze okręty tej klasy, dwa ostatnie wraz z dwoma dalszymi nabytymi od Kanady służyły do końcówki lat 60. jako eskortowce. W latach 50. nabyto w ramach amerykańskiego programu pomocy wojskowej MDAP 26 nowych trałowców przybrzeżnych amerykańskiego typu Adjutant (w tym osiem zbudowanych w Belgii) i pięć trałowców oceanicznych typu Agile. W Belgii zbudowano zaś 16 trałowców rzecznych typu Herstal, przeznaczonych przede wszystkim do ochrony żeglugi na Skaldzie. W 1966 roku jeszcze nabyto od Norwegii dwa dalsze trałowce typu Agile.
Dopiero w latach 70. Belgia przystąpiła do pozyskania nowoczesnych okrętów eskortowych, budując cztery fregaty rakietowe własnego projektu typu Wielingen, które weszły do służby w 1978 roku. W ramach modernizacji sił przeciwminowych Belgia w latach 70. przebudowała sześć trałowców typu Agile na niszczyciele min, po czym zbudowała w drugiej połowie lat 80. dziesięć nowoczesnych niszczycieli min w ramach międzynarodowego programu Tripartite. W 1986 roku marynarka liczyła 4491 osób personelu (w tym 1116 służby zasadniczej).
Po rozpadzie ZSRR i zakończeniu zimnej wojny marynarka belgijska uległa redukcji. Do połowy lat 90. wycofano większość starych trałowców i fregatę „Westhinder”, która uległa uszkodzeniu na skałach. W 1996 roku marynarka liczyła 2300 osób personelu.
W latach 2005–2008 Belgia sprzedała trzy fregaty typu Wielingen Bułgarii, a sama zakupiła dwie holenderskie kilkunastoletnie fregaty rakietowe typu Karel Doorman. Do tego czasu pozostało w służbie 6 niszczycieli min typu Tripartite i nieliczne okręty pomocnicze i specjalne. W latach 2014–2015 wcielono natomiast dwa pełnomorskie okręty patrolowe typu Castor. Marynarka w 2015 roku liczyła 1950 osób personelu.